# Holly Weber
Holly Weber (20 de septiembre de 1984, Loma Linda, California) es una modelo y actriz estadounidense.

## Filmografía
Cine
- Kissing Strangers (2010) - Libby
- The Ugly Truth (2009) - Chef Megan
- Android Love (2009) - Jasmine
- Crank: High Voltage (2009) - Goldie
- Fast & Furious (2009) - Dwight's Girl
- The Devil's Tomb (2009) - Herself (Nickels Dream Girl)
- Playboys (2008) - Heather
- Tropic Thunder (2008) - Oscar Awards Starlet
- That Thing You Like (2008) - Beth (Drunk Girl)
- Frost/Nixon (2008) - Playboy Playmate
- You Don't Mess with the Zohan (2008) - GoGo Dancer
- Supergator (2007) - Lorissa
- Room Service (2007) - Librarian / Film Star
- Click (2006) - Arabian Pool Girl

Televisión
- Modern Family - ABC (2010) - Jenny
- Men of a Certain Age - TNT (2009) - New Jennifer
- Valley Peaks - (2009) - Trina Crawford
- Criminal Minds – CBS (2008) - Hollie Hottie
- Dirt – FX (2008) - Nicolina
- Nip / Tuck – FX (2008) - Gas Station Girl
- Shark – CBS (2007) - 90's Sebastian Bikini Babe
- Cane – CBS (2007) - Jamie's Bride Dancer
- Cane – CBS (2007) - Bikini Party Girl
- Nip / Tuck – FX (2007) - Santa's Naughty Helper
- Shark – CBS (2007) - 2007–2008 Series opening sequence
- Life – NBC (2007) - Natasha's Girl
- Las Vegas – NBC (2007) - Pacific Tropic Contestant
- CSI: NY – CBS (2007) - Subway Car Gogo Dancer
- The Man – FOX (Pilot Episode) (2007) - Paul's Girlfriend
- Everybody Hates Chris – CW (2007) - Playboy Dream Girl
- Wizards of Waverly Place – Disney (2007) - Runway Show Model
- Big Shots – ABC (2007) - Duncan's NY Club Girl
- Cavemen – ABC (2007) - Premier Episode Model at Party